# Josef Schreier
Józef Schreier nasceu em Lwów, Polônia, em 1909. Terminou o segundo grau em Drohobycz e em 1931 completou o curso na Universidade Jan Kazimierz de Lwów como doutor em ciências matemáticas.
Foi um homem de talento incomum. Seus trabalhos foram publicados pela "Ossolineum" entre 1933-39 na "Studia Mathematica". Suas publicações podem ser lidas na Biblioteca de Matemática da Universidade de Tel-Aviv. Seu amigo e proeminente matemático Stanisław Ulam escreveu em seus livros que Schreier tinha a perspectiva de uma brilhante e bem sucedida carreira tanto como pesquisador quanto como professor. O mesmo S. Ulam dedicou em 1959 o seu livro A collection of Mathematical Problems à memória de Józef Schreier.
Schreier foi morto durante a ocupação nazista em 1943. Deixou seu legado em parentes que, devido à Segunda guerra mundial, se mudaram para o Brasil.